# Ignacio Zaragoza, Centla
Ignacio Zaragoza är en ort i Mexiko.   Den ligger i kommunen Centla och delstaten Tabasco, i den sydöstra delen av landet, 700 km öster om huvudstaden Mexico City. Ignacio Zaragoza ligger 7 meter över havet och antalet invånare är 2 327.
Terrängen runt Ignacio Zaragoza är mycket platt. Havet är nära Ignacio Zaragoza åt nordväst. Runt Ignacio Zaragoza är det ganska tätbefolkat, med 70 invånare per kvadratkilometer. Närmaste större samhälle är Ignacio Allende, 12,3 km öster om Ignacio Zaragoza. Trakten runt Ignacio Zaragoza består huvudsakligen av våtmarker.